# Keepin' it Tribal
Keepin' it Tribal es el único álbum de la banda escocesa de música celta Clanadonia, fue grabado y publicado el 2007.

## Lista de canciones
| N.º | Título                                       | Escritor(es)                               | Duración |  |
| 1.  | «Tu-Bardh» (The Man Himself)                 | Brown/Cartwright/MacFarlane/Manning/Wilson | 3:29     |  |
| 2.  | «Tyler's Lament» (En Memoria de Tyler Ross)  | Cartwright                                 | 3:38     |  |
| 3.  | «Hamsterheid» (Don't Ask!)                   | Brown/Cartwright/Manning/Wilson            | 4:20     |  |
| 4.  | «Egyptian»                                   | Brown/Cartwright/Manning/Wilson            | 3:47     |  |
| 5.  | «Spanish Eyes»                               | Brown/Cartwright/Manning/Wilson            | 4:48     |  |
| 6.  | «Shadow Dancer»                              | Brown/Cartwright/Manning/Wilson            | 4:00     |  |
| 7.  | «The Cossack»                                | Brown/Cartwright/Manning/Wilson            | 4:26     |  |
| 8.  | «Samba Ya Bassa»                             | Brown/Cartwright/MacFarlane/Manning/Wilson | 4:06     |  |
| 9.  | «Sherramuir» (Arreglo por Robbie MacFarlane) | Rabbie Burns                               | 2:07     |  |
| 10. | «Dark Island»                                | Desconocido                                | 2:13     |  |

## Personal

### Banda
- Tu-Bardh Wilson - bombo, bodhran, voz
- Brian Cartwright - gaita
- Robbie MacFarlane - batería, bodhran, percusión, voz
- Craig Brown - bombo, percusión
- Wayne Manning - batería, percusión

### Personal técnico
- Kevin Burleigh - productor, ingeniero
- James Neilson - asistente de Kevin Burleigh

- Datos: Q5958855